# Fontaine-Fourches
Fontaine-Fourches ist eine französische Gemeinde mit 578 Einwohnern (Stand 1. Januar 2022) im Département Seine-et-Marne in der Region Île-de-France. Sie gehört zum Arrondissement Provins und zum Kanton Provins.
Die Einwohner nennen sich Fourchois.

## Geschichte
Der Ort wird im 8. Jahrhundert erstmals urkundlich überliefert. Die Grundherrschaft wechselte im Laufe des Mittelalters häufig den Besitzer und gelangte im 18. Jahrhundert an die Familie Ursins.

### Bevölkerungsentwicklung
| Jahr      | 1962 | 1968 | 1975 | 1982 | 1990 | 1999 | 2007 |
| Einwohner | 411  | 384  | 377  | 391  | 471  | 509  | 563  |

## Sehenswürdigkeiten
- Kirche Saint-Martin aus dem 12. Jahrhundert

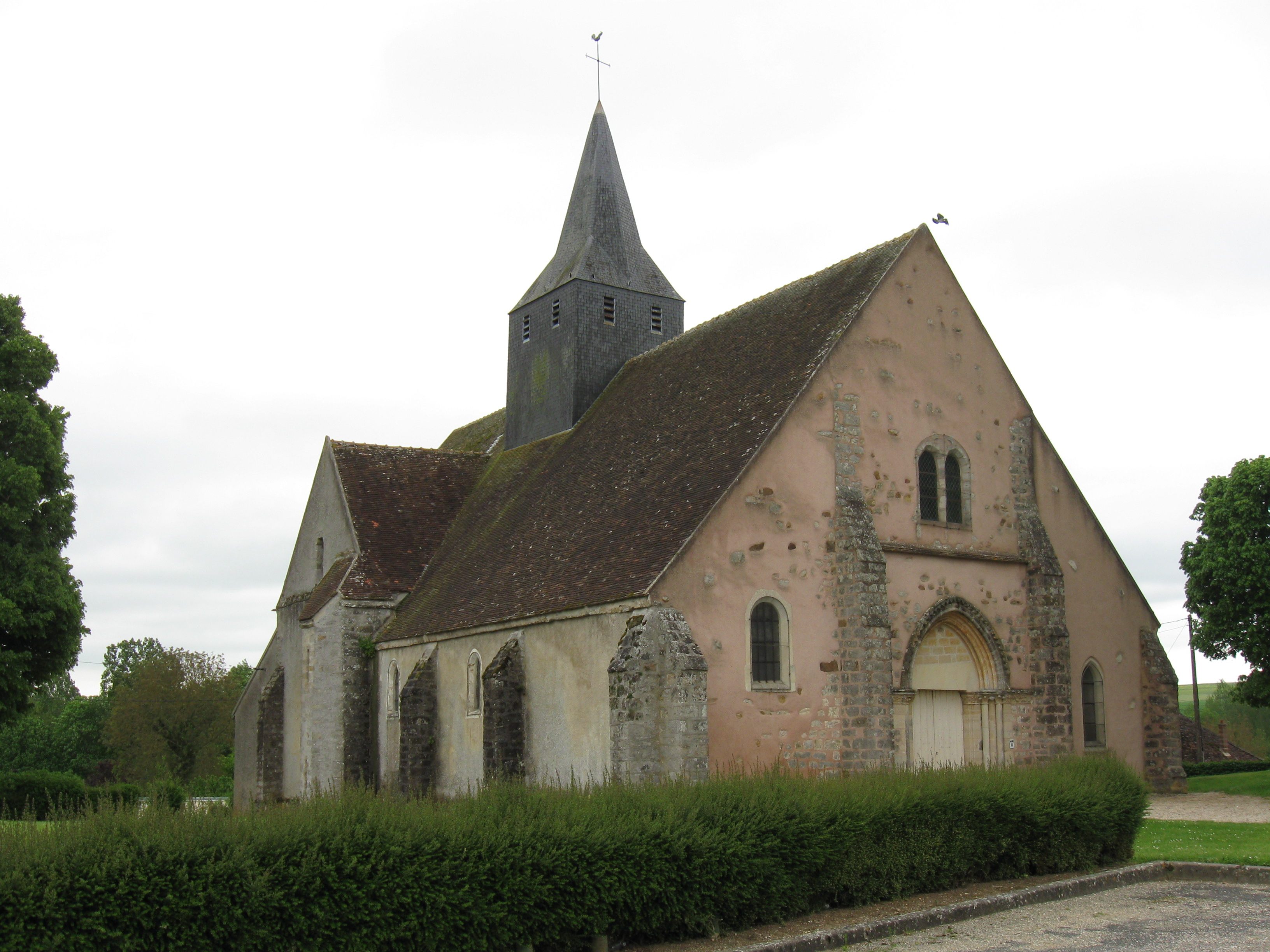
Kirche Saint-Martin